# Двадесет и седми артилерийски полк
Двадесет и седми артилерийски полк е български артилерийски полк, формиран през 1917 година, взел участие в Първата световна война (1915 – 1918).

## Формиране
Двадесет и седми артилерийски полк е формиран първоначално на 16 март 1917 г. в Скопие. По-късно съгласно тайна заповед № 1174 от 30 ноември 1917 г. е формиран като Артилерийски полк към Планинската дивизия. През декември 1917 г. с. Болунтолу е преименуван на Двадесет и седми артилерийски полк, състои се от щаб на полка, нестроеви взвод и две артилерийски отделения. Взема участие в Първата световна война (1915 – 1918) при при с. Коспиркино, с. Беласица и Горна Джумая. На 8 октомври 1918 г. е демобилизиран в Кюстендил, аа 1 ноември 1918 г. е разформирован, като личният му състав и имуществото му се зачисляват на 23-ти артилерийски полк и 15-и артилерийски полк.